# 薄衣城
薄衣城（うすぎぬじょう）は、岩手県一関市川崎町（旧川崎村）薄衣（陸奥国磐井郡薄衣荘）にあった中世の日本の城。別名・葛丸城。一関市指定史跡。

## 概要
北上川左岸に迫る標高78メートルの丘陵上に築かれた山城で、本曲輪は140メートル×60メートルを測る。本曲輪の西側に二の曲輪、南東側の尾根筋に三の曲輪・四の曲輪を配置し、虎口や堀切など中世山城の遺構を良好に残している。
城に関する確実な史料は少ないが、鎌倉時代初頭、1189年（文治5年）の奥州藤原氏滅亡以後に当地に勢力を張った葛西氏の被官・薄衣千葉氏の居館であり、初代・千葉胤堅が1253年（建長5年）に築いたと伝わる。以降、1590年（天正18年）の豊臣秀吉による奥州仕置で葛西氏が没落し、千葉胤次（胤勝とも）がそれに殉じるまでの337年間、千葉氏の管轄下にあった。
城跡は、1998年（平成10年）7月1日付けで旧川崎村（現・一関市）指定史跡に指定された。